# Un homme appelé Dakota
Pour plus de détails, voir Fiche technique et Distribution.
Un homme appelé Dakota (Un uomo chiamato Dakota) est un western spaghetti italien sorti en 1971 réalisé par Mario Sabatini.

## Synopsis
Après la fin de la Guerre de Sécession, des bandes de maraudeurs parcourent l’Ouest, dévastant les villes et attaquant les voyageurs. L'ancien officier nordiste Dakota arrive sur les lieux d'un holdup de diligence. Il amène une survivante, une jeune fille blessée, chez un médecin dans une ville dont le shérif Scott veut agir contre les maraudeurs : il rassemble un groupe de personnes pour partir à la poursuite des hors-la-loi. Dakota rejoint l'équipe.
Mais les bandits attaquent l'équipe et tous les hommes du shérif sont éliminés ; seul Dakota peut se sauver. Il découvre que l'adjoint au shérif, John Lead, est le cerveau des bandits. À la recherche de preuves, Dakota quitte la ville où Lead mène désormais des actions violentes contre ses adversaires. Il force la fille du shérif à se marier avec lui. Lorsque Dakota revient, il parvient à empêcher le mariage et à livrer l'adjoint aux mains d'un agent de l'État.

## Fiche technique
- Titre français : Un homme appelé Dakota
- Titre original italien : Un uomo chiamato Dakota
- Genre : Western spaghetti
- Réalisation : Mario Sabatini (sous le pseudo d'Anthony Green)
- Scénario : Mario Sabatini
- Musique : Carlo Esposito
- Production : Robert H. Oliver pour Pageant International Film[1]
- Photographie : Mario Capriotti, Angelo Baistrocchi
- Montage : Mauro Contini
- Durée : 95 min
- Pays :  Italie
- Année de sortie : 1971
- Langue originale : italien
- Date de sortie en salle en France : 24 mai 1972[1]

## Distribution
- Mario Novelli (sous le pseudo d'Anthony Freeman) : Dakota
- Tamara Baroni : sœur de Scott
- Gordon Mitchell : adjoint au shérif John Lead
- William Vanders (sous le pseudo de Bill Vanders) : shérif Scott
- Fedele Gentile
- Cleofe del Cile : fille du saloon
- Rossella Bergamonti : fille du saloon
- Grazia Zanetti
- Mauro Mannatrizio : médecin
- Tom Felleghy (sous le pseudo de Tom Felag) : villageois
- Franco Gulà : vieillard
- Aldo Berti : bandit

## Critique
Les Segnalazioni Cinematografiche ont jugé le film comme un « western bon marché qui utilise les situations habituelles sans génie propre et sans souffle ».